# Paka
Paka és un volcà escut situat a la Gran Vall del Rift, Kenya. Paka significa gat en Suahili.

## Geologia
El con del volcà Paka es va formar bàsicament durant el Plistocè al Gregory Rift i conté una caldera d'1,5 km al cim.
L'erupció de grans volums de roques piroclàstiques i de traquites al voltant del final del Plistocè i principis de l'Holocè va formar una cresta direcció nord-oest amb cons piroclàstics per tota la regió del cim. El col·lapse d'aquesta zona va formar la caldera del cim i dels cràters associats.
Hi ha un segon gran cràter en la direcció sud-est de la caldera de 0,5 x 1 km i conté un con de pumicita. El cràter del cim té una esquerda al costat nord, que ha canalitzat els fluxos de lava d'aquest cràter en aquesta direcció. Els tres cons piroclàstics més joves del flanc nord-est poden tindre només uns pocs centenars d'anys.
L'activitat geotèrmica superficial està molt estesa en Paka, tant dins de la caldera de la cimera com en extenses zones del flanc nord.